# Henri Le Secq
Henri Le Secq (Parigi, 1818 – Parigi, 1882) è stato un artista e fotografo francese.

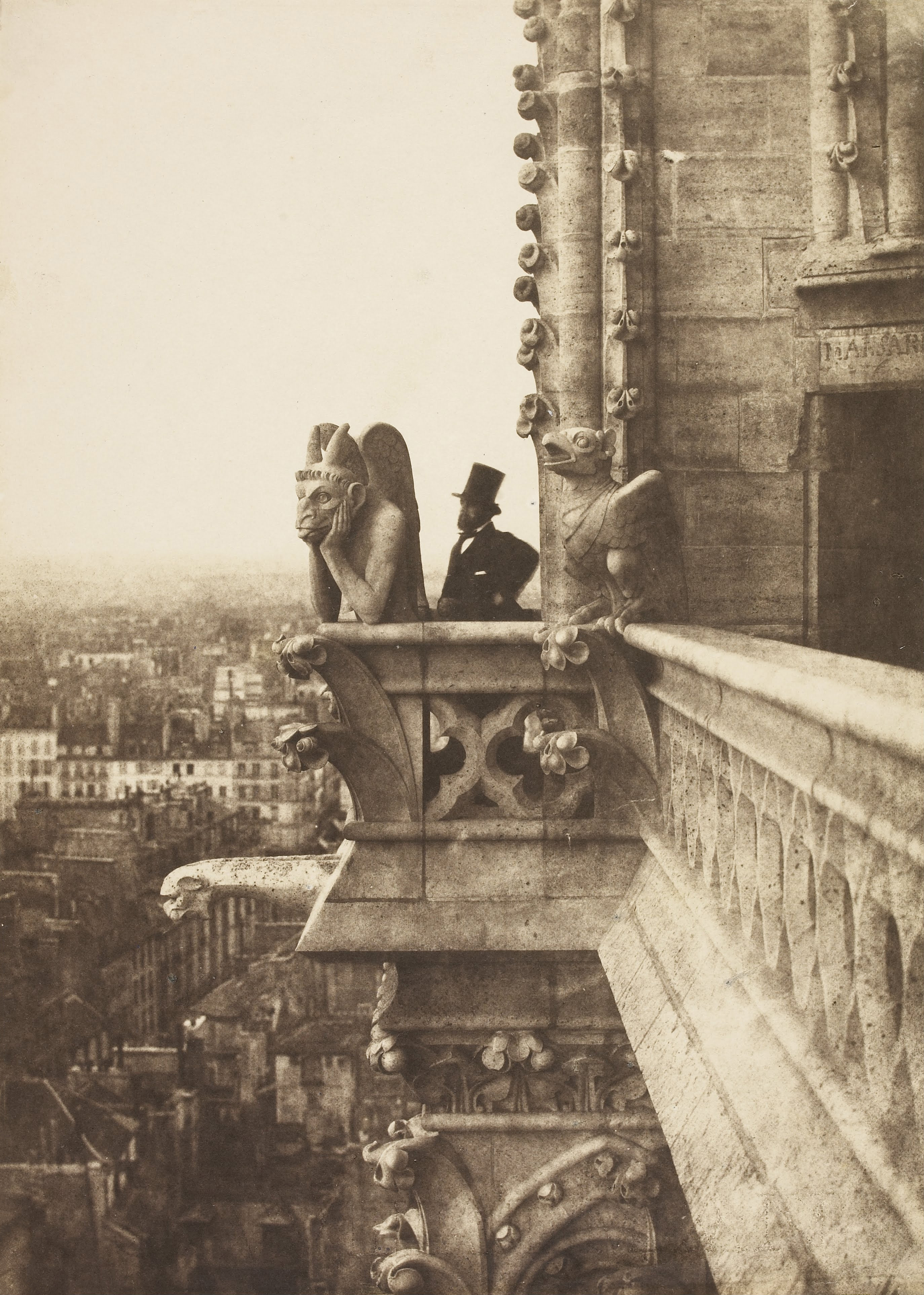
La Strige, Museo d'Orsay. Henry Le Seq fotografato da Charles Nègre accanto ad un gargoyle disegnato da Viollet Le Duc, Cattedrale di Notre-Dame, Parigi.

Dopo aver seguito corsi di pittura, si dedicò a partire dal 1848 alla fotografia, incoraggiato da Gustave Le Gray. Gustave, più giovane di lui, si era dedicato da poco alla costruzione di dagherrotipi, e con l'aiuto di Le Secq, di grande inventiva, si occuparono di risolvere i problemi della tecnica fotografica.
Collaborò con Charles Nègre e partecipò alla Mission héliographique su proposta dello scrittore e archeologo Prosper Mérimée, a suo tempo nominato Ispettore generale dei monumenti da restaurare, assieme ai fotografi Édouard Baldus, Hippolyte Bayard, Gustave Le Gray, Auguste Mestral.
Si dedicò alla fotografia di architettura e di paesaggio, documentando cattedrali e monumenti dei territori francesi in via di sparizione come l'Alsazia, la Lorena, la Champagne, di cui è conservata testimonianza presso la Biblioteca delle Arti Decorative di Parigi, oltre alla sua collezione privata di nature morte e soggetti di modello fiammingo.
Le Secq abbandonerà la fotografia nel 1856 per dedicarsi al collezionismo di ferro battuto.

## Galleria d'immagini

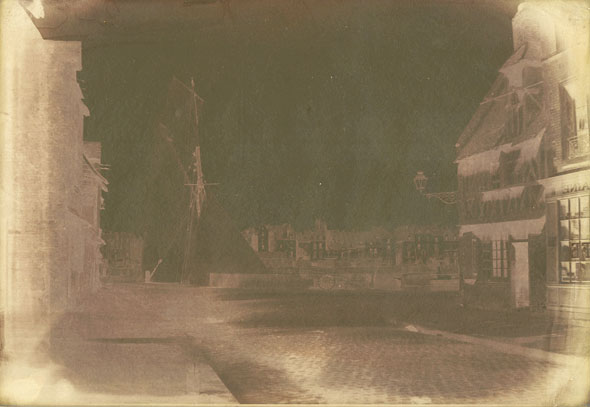
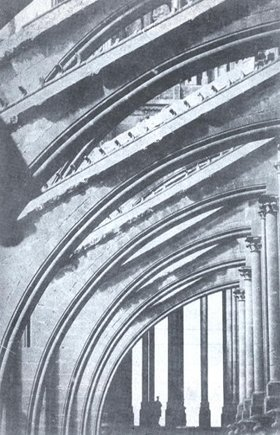
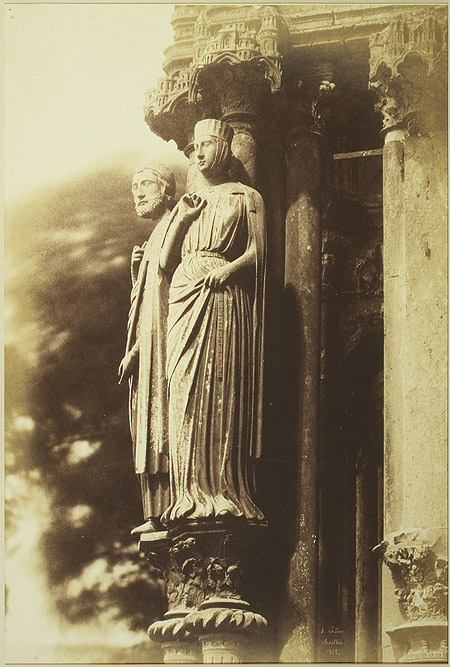
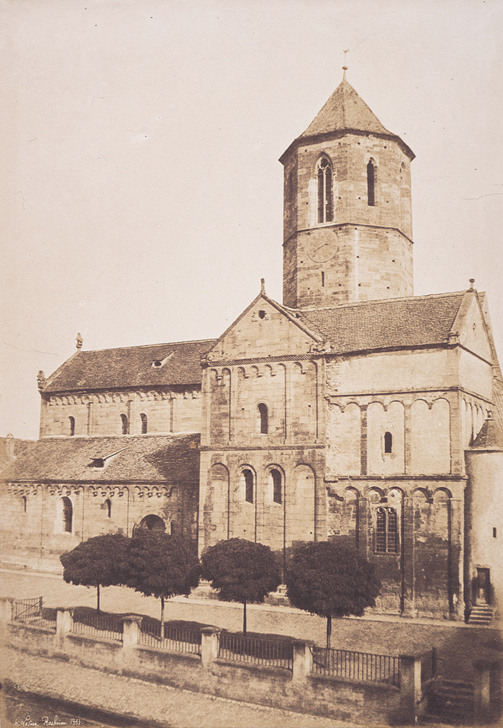
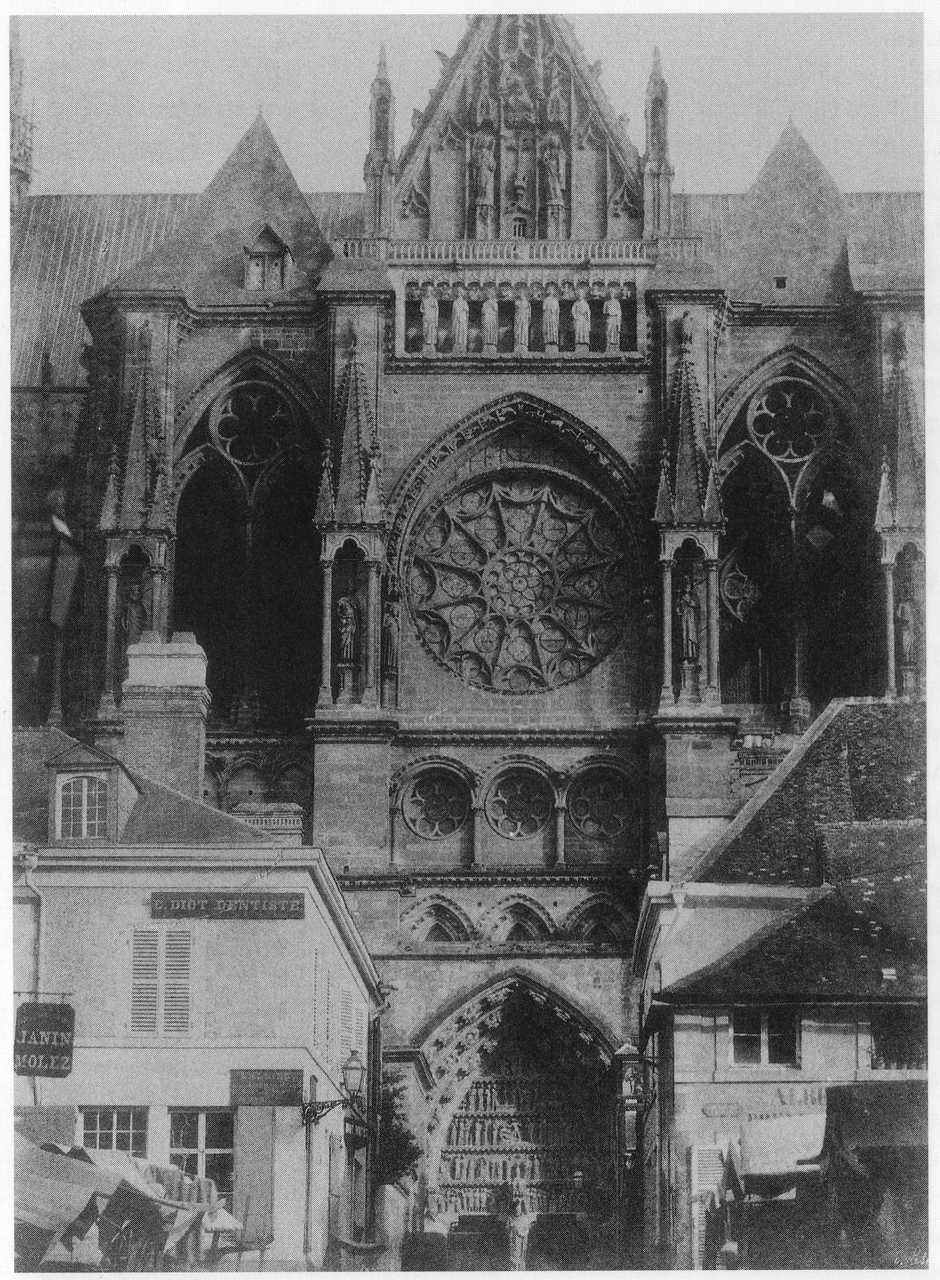
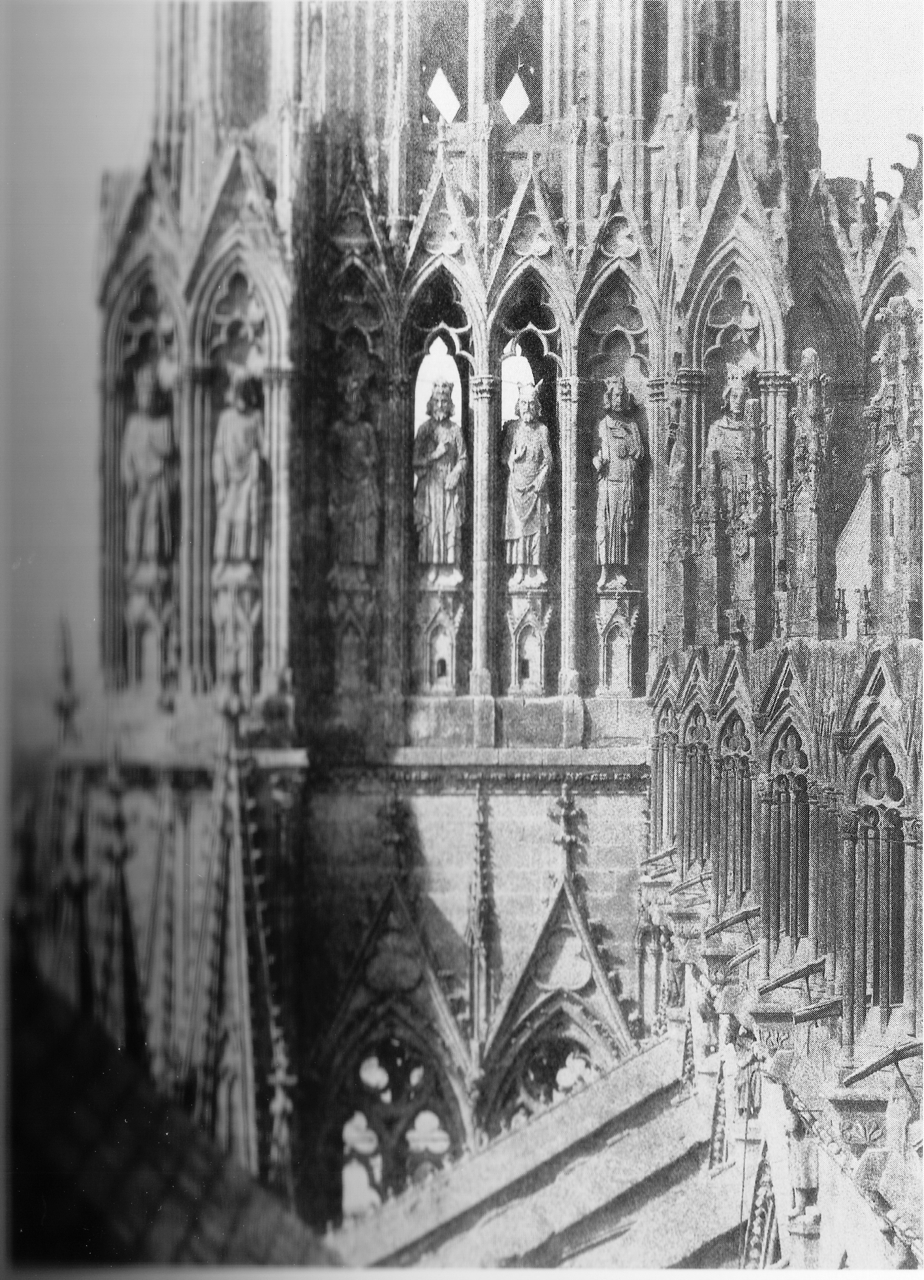